# Randy Weston

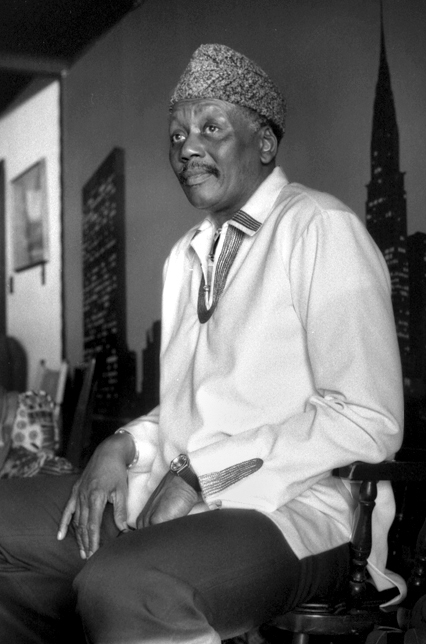
Randy Weston in 1984

Randolph Edward "Randy" Weston (New York, 6 april 1926 – New York, 1 september 2018) was een Amerikaans jazzpianist en -componist.

## Loopbaan
Weston startte zijn lange muzikale loopbaan eind jaren veertig. Hij speelde met onder andere Kenny Dorham en Cecil Payne. In 1954 bracht hij zijn debuutalbum uit; Cole Porter in a Modern Mood. Hij vormde zijn eigen trio en kwartet en werkte veel samen met zangeres Melba Liston.
Vanaf 1960 liet hij zich sterk beïnvloeden door zijn Afrikaanse roots, wat voor het eerst tot uiting kwam op het album Uhuru Afrika uit 1960. Weston reisde verschillende keren naar Afrika en woonde van 1967 tot 1972 in Tanger in Marokko, waar hij eigenaar was van een jazzclub.
Weston bleef tot op hoge leeftijd muziek produceren en optreden. Hij overleed in 2018 op 92-jarige leeftijd in zijn woning in Brooklyn, New York.
- Bibsys: 2128306
- Biblioteca Nacional de España: XX1159118
- Bibliothèque nationale de France: cb139011161 (data)
- CiNii: DA11805363
- Gemeinsame Normdatei: 134555279
- International Standard Name Identifier: 0000 0000 8103 7964
- Library of Congress Control Number: n84162381
- Nationale Bibliotheek van Letland: 000335314
- MusicBrainz: 7e198258-7093-46ac-a71e-91075fd0f5af
- Nationale Bibliotheek van Tsjechië: ola2002158367
- Nationale Bibliotheek van Israël: 987007391913205171
- Nederlandse Thesaurus van Auteursnamen: 101805381
- Réseau des bibliothèques de Suisse occidentale: 02-A005669282
- SNAC: w6379dph
- Système universitaire de documentation: 11752168X
- Virtual International Authority File: 24788821
- WorldCat: E39PBJcR6GggVFKdqKkX9JRdwC